# Mosensandtjärnen
Mosensandtjärnen är en sjö i Hagfors kommun i Värmland och ingår i Göta älvs huvudavrinningsområde.
Mosensandtjärnen ligger i Fräkensjömyrarna Natura 2000-område.